# Ghetto Kidz
Ghetto Kidz (Originaltitel: If I grow up) ist ein Roman von Morton Rhue und beschreibt die Jugend eines afroamerikanischen Jungen in einem Ghetto und seinen Abstieg in Gewalt und Kriminalität.

## Inhalt
Kalon ist ein 12-jähriger, der schon früh seine Eltern verlor und seinen Vater nie kennengelernt hatte. Er lebt mit seiner Großmutter und seiner Schwester Nia im Großstadtghetto. Der ständige Krieg um Drogen- und Waffenhandel zwischen den Gangs Douglass Disciples und Gentry Gangstas hat das Leben von Kalons Mutter gekostet. Deshalb versucht er sich herauszuhalten, bis seine Großmutter krank und Nia schwanger wird. Er braucht Geld, daher bietet ihm der Disciple-Anführer Marcus an, ein Bandenmitglied zu werden, denn er weiß die Intelligenz Kalons zu schätzen. Kalon wird ein Vertrauter von Marcus, bis dieser von einem Mitglied der eigenen Bande erschossen wird. Die anderen Disciples wollen ihn als Gangleader, aber dann hört der Streit zwischen den Gangs nie auf. Kalon und der Anführer der Gangstas Rance vereinigen die zwei Banden zu einem: Gangsta Disciple. Kalon arbeitet sich hoch zum zweitstärksten Mann und erschießt Rance statt wie von Rance erwartet, William, den Bruder von Kalons Freundin. Mit 18 Jahren, inzwischen Vater eines Sohnes, wird Kalon verhaftet und verbringt wahrscheinlich den Rest seines Lebens im Gefängnis.

## Ausgaben
Morton Rhue: Ghetto Kidz. Ravensburger Buchverlag 2008, ISBN 978-3-473-35292-0